# Klaus Ringwald

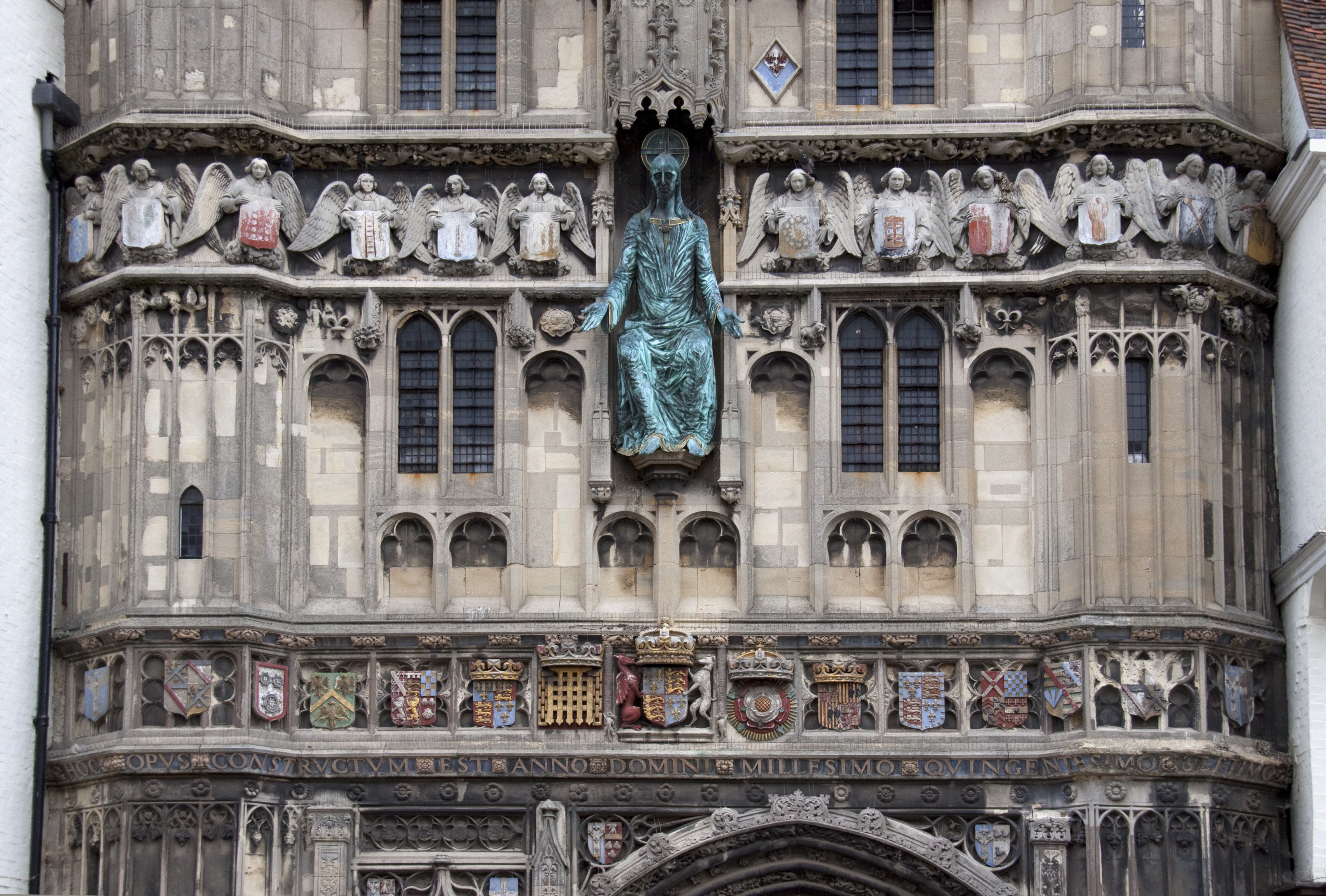
Christus auf dem Thron am Christ-Church-Gate der Kathedrale von Canterbury

Klaus Ringwald (* 6. August 1939 in Schonach im Schwarzwald; † 29. November 2011 ebenda) war ein deutscher Bildhauer.

## Leben
Ringwald verbrachte seine Jugend in seinem Geburtsort Schonach. Nach einer Schnitzerlehre in Triberg ging er mit 21 Jahren an die Kunstschule von Ferdinand Demetz in St. Ulrich in Südtirol. Im Anschluss arbeitete er zwei Jahre als Mitarbeiter bei Karl Baur in München und wechselte dann an die Akademie der Bildenden Künste Nürnberg zu Hans Wimmer.
Seit 1969 war Ringwald als freischaffender Künstler tätig. 1995 wurde ihm der Ehrentitel Professor h.c. verliehen. Er lebte und arbeitete in Schonach im Schwarzwald.

## Klaus-Ringwald-Stiftung
Stiftungszweck der Klaus-Ringwald-Stiftung mit Sitz in Schonach ist die Erhaltung, die Pflege und die weitere Verbreitung des künstlerischen Lebenswerks des Stifters Klaus Ringwald als Bildhauer, wobei die Ausstellung der Werke schwerpunktmäßig in Schonach/Schwarzwald erfolgen soll. Die Stiftung ist Besitzerin des Gesamtwerks und sorgt dafür, dass der Bestand zusammenbleibt und als solcher präsentiert wird.

## Werk

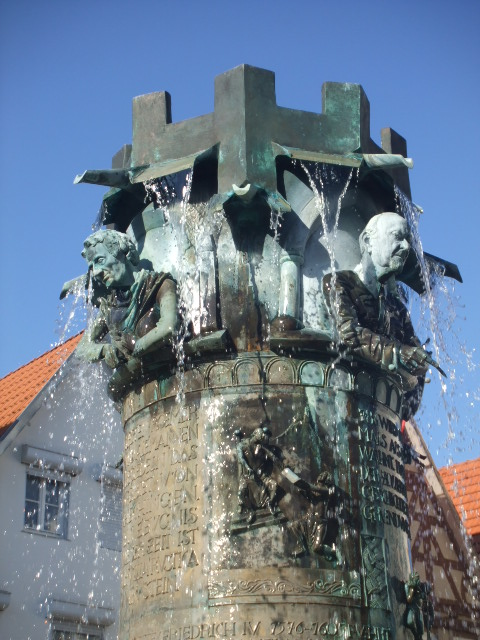
Marktplatzbrunnen in Hechingen

Klaus Ringwalds künstlerisches Wirken ist geprägt durch den Wandel der Zeit. Sein künstlerisches Lebenswerk gliedert sich in drei Schaffensschwerpunkte:
Neben seinen Tiergestalten, die oftmals schalkhaft-witzig wirken und die Komik des Augenblicks festhalten, widmete er sich über Jahre hinweg bildhauerisch dem Porträtieren von deutschen Persönlichkeiten aus Politik, Wirtschaft, Kunst und Kirche und weniger bekannten Personen aus seinem persönlichen Umfeld. Dritter Schwerpunkt seines Schaffens sind seine Arbeiten im öffentlichen Raum, die mitunter eine Verbindung aus tierischem und menschlichem Subjekt sind. Neben den Skulpturen für den öffentlichen Raum schuf Ringwald auch Bronzebüsten und Reliefs, unter anderem von Hermann Prey, Dietrich Fischer-Dieskau und Edith Stein.
Für Kontroversen sorgte in den Jahren 1998–2000 der von Ringwald geschaffene Brunnen in der Hechinger Innenstadt, auf dem neben andern historischen Szenen die Vertreibung von Hechinger Juden durch Nationalsozialisten dargestellt ist. Eine der Nazi-Figuren trug deutlich erkennbar die Gesichtszüge des Hechinger SPD-Stadtrats Jürgen Fischer, der zuvor im Gemeinderat als schärfster Gegner des Brunnenprojekts aufgetreten war. Nach zweijährigem Rechtsstreit mussten Fischers Gesichtszüge vom Brunnen abgeschliffen werden.

## Werke im öffentlichen Raum
- Bad Dürrheim: Kath. Kurkirche, Ausstattung mit Kreuz, Altar, Ambo, Portal, 1972–1974
- Bad Säckingen: Geschichtsstele, Rudolf-Eberle-Platz
- Bobenthal: Liturgische Ausstattung der St.-Michaels-Kirche.
- Canterbury: Christus auf dem Thron, Skulptur am Christ-Church-Gate der Kathedrale
- Durlach: Lebensbrunnen
- Graben-Neudorf: Kath. Pfarrkirche St. Wendelinus Neudorf, Kreuzigungsgruppe im Chorraum, Kreuzweg und Apostelleuchter (entstanden 1974 bzw. 1977)[7][8]
- Hechingen: Brunnen am Marktplatz
- Mannheim: Zelebrationsaltar in der Jesuitenkirche
- Villingen: Münsterbrunnen[9]
- Waghäusel: Marienbrunnen
- Wiesenbach: Gestaltung des Chorraumes der Kirche St. Michael